# Lansbergia vanderkelleni
Lansbergia vanderkelleni är en skalbaggsart som beskrevs av Lansberge 1886. Lansbergia vanderkelleni ingår i släktet Lansbergia och familjen Cetoniidae. Inga underarter finns listade i Catalogue of Life.